# 苏格兰美洲殖民地
苏格兰美洲殖民地，是指在1707年英格兰与苏格兰合并法案之前苏格兰在美洲自行建立的殖民地，在合并法案后并入英属美洲殖民地。